# Born into Trouble as the Sparks Fly Upward
Albums de A Silver Mt. Zion
He Has Left Us Alone but Shafts of [...]
(2000) "This Is Our Punk-Rock," Thee Rusted Satellites Gather+Sing
(2003)
Born into Trouble as the Sparks Fly Upward est le deuxième album du groupe A Silver Mt. Zion sorti en 2001 par le label Constellation Records. Le groupe a changé de nom sur cet album et s'appelle alors « The Silver Mt. Zion Memorial Orchestra and Tra-la-la Band ». Il passe également de trois membres à six. Le titre de l'album est extrait du Livre de Job : « Yet man is born unto trouble, as the sparks fly upwards » (en français : L'homme naît pour souffrir, Comme l'étincelle pour voler.; Ch. 5:7).

## Liste des titres
| 1.    | Sisters! Brothers! Small Boats of Fire Are Falling From the Sky! | 9:07  |
| 2.    | This Gentle Hearts Like Shot Bird's Fallen                       | 5:47  |
| 3.    | Built Then Burnt [Hurrah! Hurrah!]                               | 5:41  |
| 4.    | Take These Hands and Throw Them in the River                     | 7:01  |
| 5.    | Could've Moved Mountains...                                      | 11:02 |
| 6.    | Tho You Are Gone I Still Often Walk W/You                        | 4:48  |
| 7.    | C'monCOMEON (Loose An Endless Longing)                           | 8:06  |
| 8.    | The Triumph of Our Tired Eyes                                    | 6:54  |
| 58:26 |                                                                  |       |

## Liste des musiciens

### A Silver Mt. Zion
- Thierry Amar (en) : contrebasse, chant
- Rebecca Foon (en) : violoncelle
- Ian Ilavsky : guitare, orgue
- Efrim Menuck : guitare, piano, chant
- Jessica Moss (en) : violon, chant
- Sophie Trudeau (en) : violon, chant

### Autres musiciens
- Eric Craven : batterie
- Jonah Fortune : trompette, trombone
- Mischa et Sara : chant

### Production
- Howard Bilerman (en) : production
- Harris Newman : mastering